# Desembargador
Desembargador es el magistrado de los tribunales de segunda instancia en la justicia estadual de Brasil.  En Portugal y otros países de tradición jurídica portuguesa también existen jueces desembargadores con competencia para, entre otras, revisar las decisiones expedidas por los jueces de derecho de primera instancia.
En el Brasil sólo los Tribunales de Justicia, que son órganos de justicia estadual, tienen desembargadores. En Portugal, son denominados Tribunales de Relación.
El título fue conferido por el rey Juan II y se formalizó con la ley del 27 de julio de 1882. En aquella época, los desembargadores eran los jueces que levantaban los embargos que impedían que las peticiones llegaran al rey. En consecuencia, había dos tipos de desembargadores: los de Paso y Peticiones y los de Agravios.